# 权永晙
权永晙（韩语： Kwon Yeongjun，1987年3月29日—）生于忠清北道清州市，是一名韩国男子击剑运动员，主攻重剑，毕业于韩国体育大学。他在中学一年级时开始学习击剑，当时他的体育教师建议他练习该项目，起初父母都反对他练击剑，但后来态度转为支持。他在2011年加入国家队，9年间一直没能入选奥运名单，其中2016年里约奥运未能进入名单时，他一度考虑退役，但后来仍决定坚持下来，2021年，他成功入选东京奥运名单，得以首次参加奥运，并获得男子团体重剑铜牌。